# 尼古拉耶夫 (尼古拉耶夫州)
尼古拉耶夫（烏克蘭語：Миколаїв，羅馬化：Mykolaiv，發音：[mɪkoˈlɑjiu̯] ⓘ，羅馬化：Nikolayev），或按烏克蘭語名譯米科拉伊夫、梅科萊夫、米科萊夫，是烏克蘭南部的城市及市镇（市镇和城市的范围相同），位於南布格河沿岸，为尼古拉耶夫州及尼古拉耶夫區的行政中心，也是黑海沿岸主要的造船工业中心。该市的造船业在全東歐占有着重要位置，也是烏克蘭重要的河港。該市在歷史上曾多次改名。全市分為四個市區。
2022年俄羅斯入侵烏克蘭，2月26日，俄軍抵達該市市郊，4月8日俄軍撤退到赫爾松，尼古拉耶夫战役結束，但城市也因此多次遭受俄军的炮火袭击，其中包括州行政大樓被襲擊，導致众多平民死亡。2022年3月24日，乌克兰总统弗拉基米尔·澤連斯基下令授予该市“乌克兰英雄城市”称号，以“表彰该市军民在期间保卫祖国的壮举，及其英雄主义和坚韧不拔的精神”。

## 歷史

### 史前时代
在旧石器时代晚期（约20,000年前），当今尼古拉耶夫地区境内的南布格河和因胡爾河中游的河岸上出现了第一个已知定居点。

### 俄罗斯帝国统治时期
1787年到1792年，第六次俄土战争，俄國將領格里戈里·波将金征服周圍土地，建立該城。波坦金建立了數個城鎮，該城為最後一個。1789年，他帶領2500名農民、士兵、土耳其戰俘，在南布格河與因胡爾河交會處的碼頭建造城鎮，並以圣尼古拉（烏克蘭語：Миколай Чудотворець，羅馬化：Mykolai Chudotvorets，羅馬化：Nikolai Chudotvorets）命名。

### 乌克兰独立战争期间
| 1918年3月17日                | 被德国和乌克兰军队占领                                                                 |
| 1918年12月9日-1919年2月2日   | 在格里戈里耶夫的指挥下被烏克蘭人民共和國部队占领                                       |
| 1919年2月2日-1919年3月12日   | 被协约国军队占领                                                                       |
| 1919年3月12日                | 被格里戈里耶夫的游击队占领，然后加入苏维埃政府一边。                                   |
| 1919年3月15日                | 德军驻军撤离。                                                                         |
| 1919年4月2日                 | 法国军队和志愿者进入。                                                                 |
| 1919年5月24日                | 赫里霍里夫起义期间，赫里霍里夫、馬赫诺、水手和普通帮派的无政府主义部队占领了这座城市。 |
| 1919年8月18日                | 被邓尼金的部队占领                                                                     |
| 1919年12月23日               | 邓尼金的军队离开了这座城市。                                                           |
| 1919年12月26日               | 邓尼金的部队归来。                                                                     |
| 1920年1月                    | 赫尔松省的首府被转移到了该市。                                                         |
| 1920年4月16日—1922年10月21日 | 成为新成立的尼古拉耶夫省的中心（自赫尔松省分出）                                       |
| 1920年2月1日                 | 第四次在该市建立苏维埃政权                                                             |

## 气候
温带大陆性气候。降雨较少，集中于夏秋季。一月份平均温度-2°C，最低温通常不低于-9°C。